# Nighthawks at the Diner
Nighthawks at the Diner – album płytowy amerykańskiego muzyka, Toma Waitsa. Został wydany w 1975 nakładem wytwórni płytowej Asylum. Nazwa płyty jest nawiązaniem do obrazu amerykańskiego malarza Edwarda Hoppera pt. Nighthawks. 
Początkowo album miał być zatytułowany Nighthawk Postcards from Easy Street (Pocztówki Nocnych Marków z Easy Street), ale nazwa została skrócona do Nighthawks at the Diner (Nocne Marki w barze).
Płyta została nagrana "na żywo" w Record Plant Studios w Nowym Jorku. Nagraniu towarzyszyła nieliczna, zebrana w studio publiczność. Atmosfera płyty jest dzięki temu "koncertowa", a Waits siedmiokrotnie zwraca się do publiczności, opowiadając zebranym historie i dowcipy, związane z poszczególnymi utworami.

## Utwory
Z wyjątkiem zaznaczonych, wszystkie kompozycje są autorstwa Toma Waitsa.
Strona pierwsza
1. (Opening Intro) - 2:58
2. Emotional Weather Report - 3:47
3. (Intro) to "On a Foggy Night" - 2:16
4. On a Foggy Night - 3:48
5. (Intro) to "Eggs and Sausage" - 1:53
6. Eggs and Sausage (In a Cadillac with Susan Michelson) - 4:19

Strona druga
1. (Intro) to "Better Off Without a Wife" - 3:02
2. Better Off Without a Wife - 3:59
3. Nighthawk Postcards (From Easy Street) - 11:30

Strona trzecia
1. (Intro) to "Warm Beer and Cold Women" - 0:55
2. Warm Beer and Cold Women - 5:21
3. (Intro) to "Putnam County" - 0:47
4. Putnam County - 7:35
5. Spare Parts I (A Nocturnal Emission) - 6:25
  - Kompozycja: Tom Waits, Chuck E. Weiss

Strona czwarta
1. Nobody - 2:51
2. (Intro) to "Big Joe and Phantom 309" - 0:40
3. Big Joe and Phantom 309 - 6:29   		
  - Utwór ten jest coverem piosenki 'Phantom 309', której kompozytorem jest Tommy Faile. Został pierwotnie wykorzystany na płycie Reda Sovine'a z 1967 roku. Album nosił taki sam tytuł jak piosenka.
4. Spare Parts II and Closing - 5:13
  - Kompozycja: Tom Waits, Chuck E. Weiss

## Muzycy
- Pete Christlieb – Saksofon tenorowy
- Bill Goodwin – Perkusja
- Jim Hughart – Kontrabas
- Mike Melvoin – Pianino, organy elektryczne
- Tom Waits – Śpiew, pianino, gitara